# محمود كحيل
محمود كحيل (13 يوليو 1936 - 11 فبراير 2003) رسام كاريكاتير لبناني.

## حياته
ولد محمود كحيل في طرابلس، شمال لبنان في 13 يوليو 1936، أهتم محمود كحيل باكراً برسم الكاريكاتير ومن ثم بدأ بممارسة الرسم الساخر بالفطرة فهو لم يتعلم هذا الفن في المعاهد. التحق بالجامعة الأميركية في بيروت لدراسة التجارة والإدارة لكنه انسحب منها بعد عامه الثاني ليتفرّغ بالكامل للرسم الكاريكاتير الخاص بالصحافة. يرجع الفضل في انطلاقته المهنية إلى ارتياحه في مجال الرسم ولمواهبته كرسام فعمل اختصاصي في الرسوم البيانية في وكالة إعلانات في بيروت.
توفي في 11 فبراير 2003 وهو في السادسة والستون بسبب تعقيدات أعقبت عملية جراحية للقلب أُجريت له في لندن.

## مسيرته

### بداية مسيرته

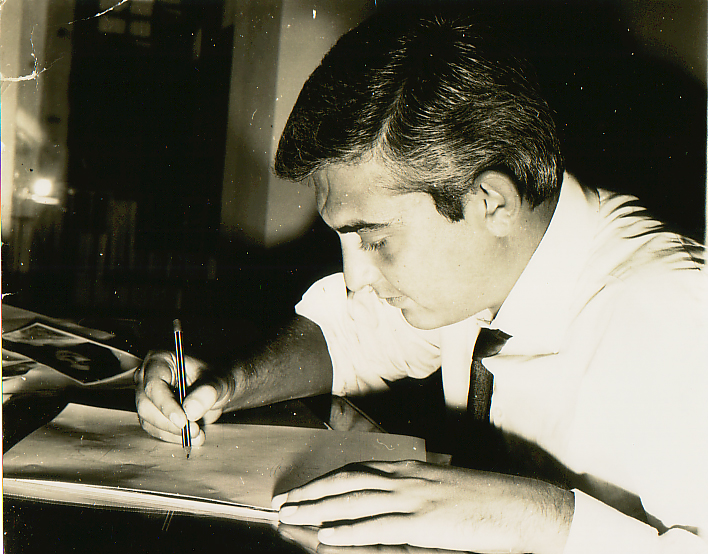
محمود كحيل في الستينات

انحصرت أعمال قبل عام 1960 محمود كحيل بمحيطه وعنيت رسومه بالمشهد الاجتماعي أكثر منها بالأحداث السياسية. ومن العام 1961 حتى العام 1963، عمل محمود كحيل مصمّما للصفحات في مجلة الاسبوع العربي وعمل فيما بعد لمدة سنتين (1963-1965) في مجلة شهرزاد المخصصة للأطفال حيث ألّف السلسة المصورة بساط الريح.
بدأ ينال الشهرة بفضل أسلوبه ومن خلال لقاءاته بشخصيات من الوسط المهني.
وفي عام 1965، انضم إلى مجلة لسان الحال وهي أقدم جريدة يومية في لبنان، قدم فيها أولى رسومه الكاريكاتيرية السياسية حتى عام 1966.و شكّلت هذه الرسوم نقطة انطلاق إلى الاحتراف كما أرست أولى ركائز شهرته في حقل الرسم الصحافي في الشرق الأوسط.
و في الفترة الممتدة بين عام 1966 وحتى 1968، عمل محمود كحيل في مؤسسة الحياة وانضمّ بعد ذلك إلى مجلة الحسناء حيث تبوّء مركز المدير الفني حتى عام 1971.
وفي عام 1967، بالإضافة إلى عمله كرسام، أطلق بالتعاون مع فريد سلمان ورورو بريدي مشروع اليوميات اللبنانية. شكل هذا المشروع أول يوميات مصورة مخصصة للشاشة الكبيرة عرضت في غالبية دور السينما في شارع الحمراء في بيروت، أحد أشهر الشوارع في لبنان. كان الهدف من هذا البرنامج هو إشراك الجمهور بنقل الأحداث أي خلق اثر البث المباشر الحي. فأصبح محمود كحيل أول رسام كاريكاتير يصور أحداثا تُذاع على الجمهور مباشرة. وبالفعل، وقبل العرض، كان يجري تصوير الصالة والجمهور، ثم يظهر شريط التصوير بسرعة ويعرض على الجمهور الذي يشاهد نفسه على الشاشة. يعتبر برنامج اليوميات اللبنانية من أهم أفلام الواقع ومشاهدة أرشيف للبرنامج تكفي لإعطاء موجزا مفصلا عن الأحداث التي جرت في هذه الفترة.
لم يكرّس محمود كحيل نفسه للكاريكاتير الصحافي إلّا مع بداية السبعينيات. نشر رسومه في المجلة الاسبوعية السياسية الموندي مورنيغ وكانت غالبيتها بالألوان. وفي عام 1971 أصبح رسام كاريكتير مستقل وتعاقد مع مجلة الإسبوع العربي كمدير فني. وكذلك مع جريدة الديلي ستار والموندي مورنيغ ونشر رسومه فيهما حتى عام 1975.

### الحرب الاهلية اللبنانية
اندلعت الحرب في لبنان في 13 أبريل 1975. ومزقت المواجهات العنيفة والسرقات واعمال التخريب والتدمير والكمائن البلد وقسمته. وفي خضم هذا الصراع باتت مزاولة الرسم الصحفي تشكل خطرا داهما يهدد حياة الرسام. وهكذا وجد محمود كحيل نفسه مجبرا على مغادرة بيروت، المدينة التي شهدت ولادة أحد أكبر رسامي الكاريكاتير السياسي. وفي عام 1979 غادر محمود كحيل لبنان إلى لندن حيث باشَر في العمل في العديد من الصحف: الشرق الأوسط، آراب نيوز، مجلة المجلة. كما شغل منصب مدير الرسم الكرتوني في المجلة الشهرية الإنجليزية ميدل إيست إنترناشونال.

## أسلوبه

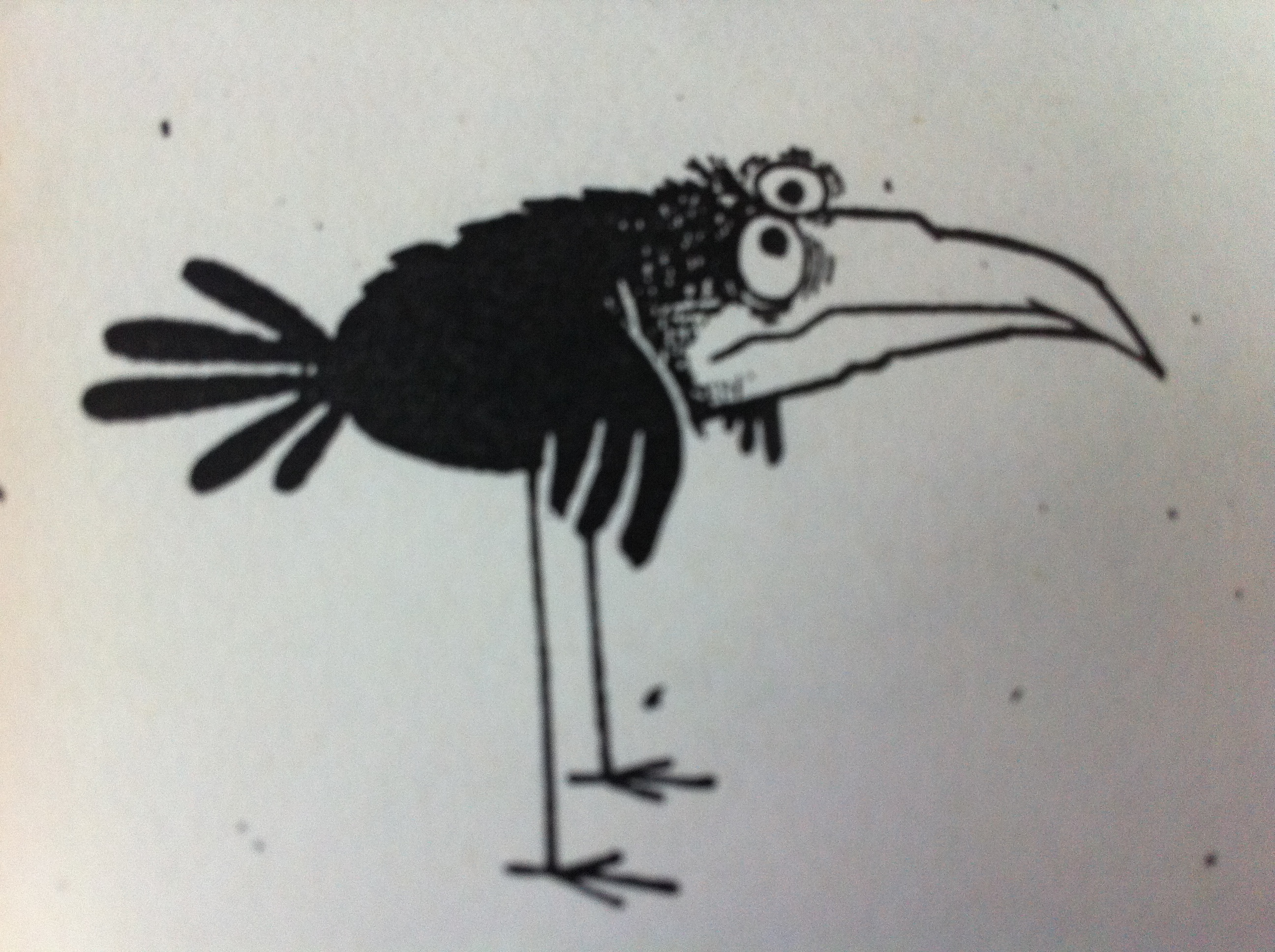
شعار الغراب المشهور لمحمود كحيل منذ الثمانينات حتى أوائل التسعينات

في لندن شهد محمود كحيل أثر وقع رسومه وحس الفكاهة على العديد من الشخصيات السياسية والثقافية. وعند اجيتاح إسرائيل للبنان في عام 1982،
عرض كم من رسومه التي تناولت الحدث فحققت نجاحاً كبيراً.
طوّر محمود كحيل مع الوقت أسلوباً يولي فيه الرسم والفكاهة من خلال الرسم اهتماماً أكبر مما يوليه للكلمات. وأحيانا تخلو رسومه من النص. غالباً ما تحتل الصفحة بكاملها قياسها 24*32 سم للرسوم الأصلية الملوّنة وقياسِ A3 للرسوم الأصلية بالأسود والأبيض. ويمكن للرسوم أن تتبلور على عدة مراحل على الصفحة ذاتها.
يجمع رسم الكاريكاتير عند محمود كحيل بين الصور المرئية والخواطر الذهنية. فبعد مرحلة التأمّل، يخط الرسام رسومه بقلم رصاص أولا. وفي المرحلة الثاني وبعد اكتمال الفكرة الاساسية، تبرز الخطوط ويتم تنسيق الرسم ككل ليؤلف الرسم الكاريكاتيري النهائي في غالبية رسوم الكاريكاتير الملوّنة، يلوّن الرسم بكامله وأحيانا تُترك الخلفية بيضاء.
أما فيما خص الرسوم بالأبيض والأسود، يلجأ محمود كحيل إلى تقنية الكولاج التي تخوّله استعمال الوضعية أو الوجه الذي يحتاجه لشخصية سياسية معينة. فهو يستعمل الصورة المنسوخة التي يريد كطراز، فيقوم بلصقها وتعديلها ويعيد تركيبها لتتسق وحاجته ورؤيته والإطار العام للرسم. وغالبا ما تتنوع التقنية: فهو يستعمل أقلام التلوين والألوان المائية وأقلام الحبر والحبر الصيني.
من المُلفت أن عددا كبيرا من رسوم الكاريكاتير نُشرت من غير أن تحمل توقيع صاحبها. يمكن أن تعزى هذه الميزة إلى شخصية محمود كحيل المتواضعة من ناحية، كما يمكن أن تلقي الضوء على خصائص إسلوبه من ناحية أخرى. بيد أن بعضا من الرسوم تحمل الأحرف الأولى لإسمه أو رسم الغراب ويعتبر ذلك بمثابة توقيع. وبرأي غسان جحا،
يرمز الغراب إلى الخاصة المتقلبة للسياسة والدبلوماسية العربية. وفي أوائل التسعينيات توقف محمود فجأة عن رسم الغراب. ويتفق الكثيرون على أنه أراد بذلك التعبير عن سخطه بسبب تدهور العلاقات بين مختلف الأطراف السياسية الفاعلة في العالم العربي خلال حرب الخليج عام 1991. فالغراب فقد مكانته بعد هذه الحرب لأن الوضع السياسي في دول الخليج شُلَّ وساده الكساد.
لم تكن رسوم محمود كحيل إلّا انعكاسا لما يجري على الأرض. وكتب قارئ إسرائيليا يقول «أنا معجب بأسلوب رسامكم الكاريكاتوري فهو فطن ومتواضع ويطوّر أسلوبا غالبا ما يكون غائبا عن منطقتنا البائسة.»
ولشدة تواضعه، لم يتوقف محمود كحيل عند وصفه لعمله. فوفّرت له روح الدعابة المطورة في رسومه إسلوباً مباشراً للتواصل. فالتعبير عن رأيه يتم عبر الكاريكاتير الذي ينتقد ويركز على المسائل السياسية التي عايشها.
و هذه الخاصة تشبه شخصية رسام الكاريكاتير الأرجنتيني غيلرمو مورديو والذي كان محمود كحيل يكن له الإعجاب. وقد قال مورديو «أصحبت الدعابة لغتي، رغما عني. وأصبح رسمي ضرب من الكتابة، كتابة بلا قول».

## إنسانيته
قال عنه خالد المعنّى رئيس تحرير آراب نيوز «كان محمود كحيل إنساني في الصميم. اهتم بالفقراء والمظلومين واللاجئين أيّا كانت انتمائهم الديني وتقاليدهم».
كان الكاريكاتير سلاح محمود كحيل الذي حارب به القمع والفساد. فالرسم بالنسبة له، وسيلة ليجهر بها بالحقائق وليكشف عن الممارسات الإجرامية وليطرح المسائل الحيوية والضرورية للشعوب العربية في النصف الثاني من القرن العشرين.
ساند محمود كحيل بعزم الشعب الفلسطيني وقضيته المطالبة بالاستقلال رافضاً التهجير القسري للفلسطينيين الذي تسبب به الصراع العربي الإسرائيلي، فصوّر مشكلة اللاجئين الفلسطينيين بقوة. وفي الثمانينيات كان بمثابة وسيطاً للتأريخ الجديد للصراعات بعد أن تم الكشف عن وثائق كانت مغفلة وكان رافضاً لما ردّدته الروايات التقليدية الصهيونية والفلسطينية.

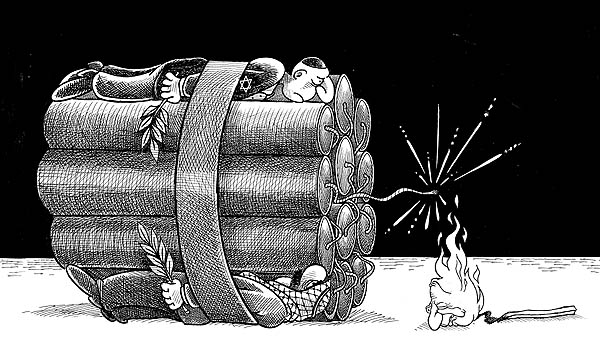
الصراع العربي الإسرائيلي الدامي بيد محمود كحيل

كانت رسومه هادفة ومُعدّة بذكاء. كان الرسم الكاريكاتوري يعالج الموضوع، مهما اختلفت طبيعته، مؤلما كان أم مضحكا، بحذاقة وخيال مما يحث حتى اليوم على التفكر ودراسة أعماله. إن الإرث الذي تركه محمود كحيل كرسام كاريكاتير نجده في تكيّف عمله بسلاسة مع حقائق العالم العربي وطرحه للمسائل التي لا تزل حيوية للشعوب العربية حتى يومنا هذا.

## جائزة محمود كحيل

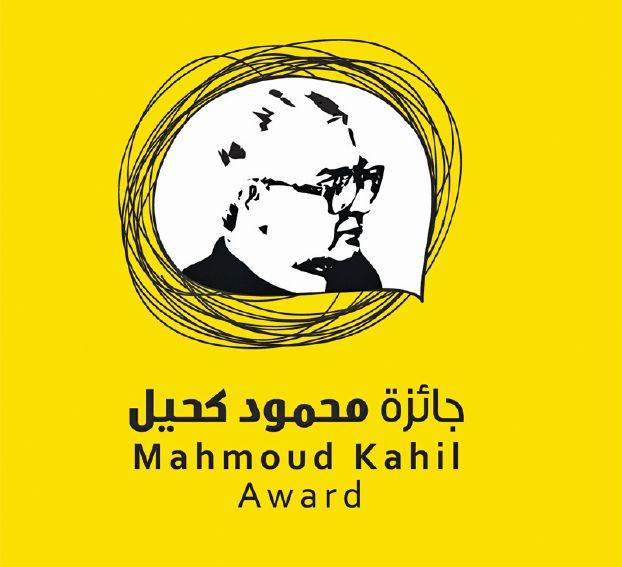
شعار جائزة محمود كحيل

في 29 أبريل 2015، تم إطلاق «مبادرة معتز ورضا الصواف» في الجامعة الأمريكية في بيروت لإنشاء جائزة كاريكاتير جديدة لجميع المواهب في العالم العربي في مجال الرسوم الكاريكاتورية والرسوم التوضيحية وتصميم الجرافيك وتسميتها «جائزة محمود كحيل».
حتى الآن، تقام الجائزة سنوياً في لبنان وفازت بها مجموعة من الرسامين ورسامي الكاريكاتير والمصممين من مختلف الدول العربية.

## طابع محمود كحيل
أصدرت ليبيان بوست طابع جائزة محمود كحيل تقديراً لإرث الفنان.  قدم عوني الكعكي الطابع لعائلة السيد والسيدة صواف وكحيل

## حياته الشخصية
محمود كحيل متزوج ولديه ولدان.

## جوائز
1984 - جائزة مصطفى وعلي الأمين - أفضل رسّام كاريكاتور في العالم العربي.

## وصلات خارجية
- موقعه الشخصي
- محمود كحيل.. سابق الافتتاحيات وتعليقات الرأي برسوماته الرشيقة

- صفحته على فيسبوك

- رسّام الكاريكاتور محمود كحيل

سيرة تضجّ بالصمت